# ۳۳۵ (میلادی)
۳۳۵ (میلادی) سیصد و سی و پنجمین سال تقویم میلادی است.

## درگذشتگان
‎